# Katastrofa lotnicza w Kinszasie (1996)
Katastrofa lotnicza w Kinszasie – wydarzyła się 8 stycznia 1996 roku, kiedy przeładowany, transportowy Antonow An-32B, wypożyczony od Moscow Airways, próbował poderwać się do startu i rozpędzony wypadł z pasa startowego Portu Lotniczego N’Dolo w Kinszasie w pobliski targ, zabijając 237 osób na ziemi i raniąc kolejne 500. Jest to katastrofa lotnicza o największej liczbie ofiar śmiertelnych na ziemi.

## Samolot
Katastrofie uległ Antonow An-32B o numerze rejestracyjnym RA-26222, wyprodukowany w 1988 roku. Samolot ten należał do Moscow Airways, lecz w chwili wypadku latał na zlecenia Air Africa.

## Załoga
Załogę lotu tworzyło czterech Rosjan (w tym kapitan Nikołaj Kazarin i pierwszy oficer Andriej Gusʼkow), Ukrainiec oraz Zairczyk.

## Przebieg wydarzeń
W poniedziałek 8 stycznia 1996 roku, we wczesnych godzinach południowych Antonow An-32B był przygotowywany do startu. Za sterami siedzieli dwaj rosyjscy piloci, wspomagani przez czterech innych członków załogi. Załadowany i w pełni zatankowany samolot rozpoczynał rozbieg na pasie startowym 26.
Zgodnie z relacjami świadków samolot przebył już znaczną odległość na pełnej mocy i zaczął się unosić, więc piloci spróbowali oderwać maszynę od ziemi. Okazało się, że samolot był zbyt ciężki, by poderwać nos i utrzymać wysokość, więc naturalnym było włączenie odwracaczy ciągu i przerwanie procedury startu, jednak na to było już za późno. Rozpędzony samolot runął na pobliski targ, przedarł się przez ludzi, stoiska i samochody oraz wzniecił ogromny pożar.
W wyniku tej tragedii śmierć poniosło, zależnie od źródeł od 225 do 600 osób, jednak najbardziej przyjęte wersje potwierdzają, że śmierć poniosło 237 osób, a rannych zostało kolejne 500 osób.

## Następstwa po katastrofie
- Z liczbą rannych sięgającą 500, szpitale szybko stały się zatłoczone, np. Mama Yemo, największy szpital w Zairze, był zdolny pomieścić 60 osób z przywiezionych 200;
- Ciała ofiar były zmasakrowane w takim stopniu, że udało się rozpoznać tylko 66 osób;
- Śledztwo wykazało, że samolot był przeciążony o 595 funtów (270 kg), a piloci najprawdopodobniej nietrzeźwi;
- Obydwaj piloci zostali skazani na 2 lata więzienia za nieumyślne spowodowanie śmierci 225 osób;
- Air Africa musiała wypłacić 1,4 miliona USD wszystkim poszkodowanym i rodzinom ofiar tej tragedii;
- Niemal do identycznej katastrofy doszło w 2007 r., kiedy to Antonow An-26 startując z Portu Lotniczego N’djili w Kinszasie doznał awarii silnika i w krótkim czasie spadł na pobliski rynek i otaczające go zabudowania – zginęło wówczas 51 osób[6].